# Софьи Перовской (платформа)
Со́фьи Перо́вской (также известна как Софья Перовская) — остановочный пункт (платформа) Астраханского региона Приволжской железной дороги на линии Астрахань — Кизляр. Один из десяти железнодорожных остановочных пунктов, находящихся в границах города Астрахани. Является частью транспортной системы столичного городского округа.

## Топоним
Названа по улице Софьи Перовской, пересекаемой по путепроводу рядом с платформой.
При продаже билетов на Экспресс-3, на платформенных табличках имя революционерки дано в именительном падеже — Софья Перовская.

## Описание
Расстояние до узловых станций (в километрах): Трусово (перев.) — 12, Аксарайская — 51.
Станция расположена на одноимённой улице в Кировском районе Астрахани.
Через платформу проходят пригородные поезда компании «Волгоградтранспригород» к станциям Астрахань II, Олейниково, ГПЗ, Кутум, Дельта.. Поезда дальнего следования на платформе не останавливаются.